# Pseudovinctifer chilensis
Pseudovinctifer chilensis è un pesce osseo estinto, appartenente agli aspidorinchiformi. Visse nel Cretaceo inferiore (circa 140 - 110 milioni di anni fa) e i suoi resti fossili sono stati ritrovati in Sudamerica.

## Descrizione
Tutto ciò che si conosce di questo pesce sono alcuni resti frammentari comprendenti una mandibola, un cleitro e un opercolo. Dal raffronto con i resti fossili di altri pesci simili, come Aspidorhynchus e Vinctifer, si può ipotizzare che Pseudovinctifer possedesse un corpo allungato e snello, con scaglie alte che ricoprivano i fianchi. Pseudovinctifer era dotato, come l'affine Vinctifer, di una mandibola robusta ma assottigliata verso la parte terminale e allungata, e di un osso predentale privo di denti. I denti nella mandibola erano molto piccoli e aguzzi. L'opercolo era di forma ovale, più alto che ampio. 

## Classificazione
Pseudovinctifer è un rappresentante degli aspidorinchiformi, un gruppo di pesci attinotterigi vicini all'origine dei teleostei; era probabilmente molto simile a Vinctifer, anch'esso del Cretaceo sudamericano. Pseudovinctifer chilensis venne descritto per la prima volta nel 2015 da Gloria Arratia, sulla base di fossili ritrovati nella zona di Lomas Negras, in Cile.